# هوانگ کئوم-سوک
هوانگ کئوم-سوک (انگلیسی: Hwang Keum-sook؛ زادهٔ ۱۳ دسامبر ۱۹۶۵) بازیکن هاکی روی چمن اهل کره جنوبی بود.
از افتخارات وی میتوان به کسب مدال نقره در بازی‌های المپیک تابستانی ۱۹۸۸ اشاره کرد.